# Décès en 1312
Décès
- 1308
- 1309
- 1310
- 1311
- 1312
- 1313
- 1314
- 1315
- 1316

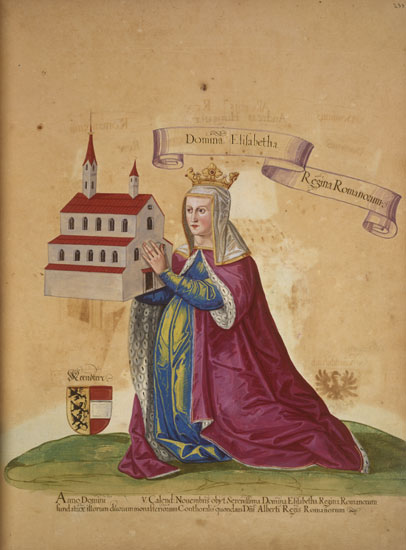
Élisabeth de Tyrol, mort en 1312.

Cette page dresse une liste de personnalités mortes au cours de l'année 1312 :
- 14 janvier : Thibaud de Moréac, évêque de Dol.
- 23 janvier : Isabelle de Villehardouin, princesse d'Achaïe.
- 10 mars : Casimir, duc de Bytom.
- 3 ou 12 avril : Guillaume Bonnet, évêque de Bayeux.
- 19 avril : Othon de Champvent, évêque de Lausanne.
- 1er mai : 
  - Euphémie de Rügen, reine de Norvège[1].
  - Paul Ier Šubić, Ban de Dalmatie, de Croatie et de Bosnie.
- 13 mai : Thiébaud II de Lorraine, duc de Lorraine.
- 16 mai : Pierre de La Chapelle-Taillefert, Cardinal-prêtre de Saint-Vital puis Cardinal-évêque de Palestrina.
- 24 mai : Francesco Napoleone Orsini, cardinal italien.
- 19 juin : Pierre Gaveston, chevalier gascon de la cour d'Angleterre, favori du roi Édouard II.
- 3 juillet : Marino Zorzi, 50e doge de Venise.
- 16 juillet : Hōjō Munenobu, onzième shikken du shogunat de Kamakura, il dirige le Japon.
- 21 juillet : Bernard VII, comte de Comminges, mort à Buzet[2];
- août : Giovanni Minio da Morrovalle, cardinal italien.
- 27 août : Arthur II de Bretagne, duc de Bretagne.
- 7 septembre : Ferdinand IV de Castille, roi de Castille.
- 29 septembre : Berthold von Henneberg, évêque auxiliaire de Mayence.
- 27 octobre : 
  - Jean II de Brabant, duc de Brabant et de Limbourg.
  - Gentil de Montefiore, cardinal-prêtre de Ss. Silvestro e Martino ai Monti, grand pénitencier et légat apostolique du pape Clément V.
- 28 octobre : 
  - Élisabeth de Tyrol, reine des Romains et duchesse d'Autriche.
  - Gérard II de Holstein-Plön, comte de Holstein-Plön.
- 29 octobre : Landolfo Brancaccio, cardinal italien.
- 9 novembre : Mujū, moine bouddhiste du Japon de l'époque de Kamakura, auteur du Shasekishū.
- 12 novembre : Jean Meeuwe, seigneur de Wavre et de Dongelberg.

- Armengaud Blaise, médecin et traducteur de textes de l'arabe et de l'hébreu au latin.
- Echive d'Ibelin, dame de Beyrouth.
- Malatesta da Verucchio, condottiere, le fondateur de la puissante famille des Malatesta.
- Thiébaut de Bar, prince-évêque de Liège.
- Othon III de Bavière, duc de Basse-Bavière et roi de Hongrie.
- Hugues de Chalon, dit le Sourd, prince-évêque de Liège, puis archevêque de Besançon.
- Siemovit, duc de Dobrzyń.
- Héloïse de Joinville, abbesse de Montigny-lès-Vesoul.
- Guy de Neufville, évêque du Puy puis évêque de Saintes.
- Valdemar IV de Schleswig, duc de Schleswig.
- Durand de Trésémines, évêque de Marseille.
- Pierre Dubois, homme de loi et un des avocats de la cause royale du temps de Philippe IV le Bel.
- Toqtaï, khan de la Horde d'or.
- Sultân Valâd, poète, philosophe, soufi perse

## Crédit d'auteurs
- Cet article est partiellement ou en totalité issu de l'article intitulé « 1312 » (voir la liste des auteurs).